# Camila Colombo
Camila Colombo (Montevideo, 4 de junio de 1990) es una ajedrecista y psicopedagoga uruguaya.

## Vida
Colombo nació en Uruguay, estudió educación en la Facultad de Humanidades de la Universidad de la República y psicopedagogía en Instituto Universitario CEDIIAP donde obtuvo su título en la especialidad. A sus 8 años, junto a sus hermanas Camila aprendió a jugar ajedrez con su padre.
Jugó en la Escuela Uruguaya de Ajedrez en Club Banco República, participó en varios torneos uruguayos e internacionales. En 2008 formó parte del equipo femenino en las Olimpíadas de Ajedrez en Dresde, Alemania y en 2012 en Estambul, Turquía. Posteriormente se radicó en España.

### Premios
- 2002, Campeona de Ajedrez en la categoría sub-12.[5]
- 2002, medalla de oro de campeona sudamericana
- 2002, medalla de oro por primer lugar en el tablero cuatro
- 2002, medalla de bronce por el tercer lugar de Uruguay en el sudamericano por equipos.
- 2009, Maestro FIDE Femenino.
- 2010, Campeona de Ajedrez.[6]
- 2011, Maestra Internacional de Uruguay.[7]
- 2013, Campeona Femenina Uruguaya.[8]